# Гринсберг (Пенсильвания)
Гринсберг (англ. Greensburg) — город и центр округа Уэстморленд, штат Пенсильвания, США. Город назван в честь Натаниэлья Грина, генерал-майора Континентальной армии во время американской войны за независимость. Население составляет 14 892 человек по переписи 2010 года.
Гринсберг расположен в 30 милях к юго-востоку от Питтсбурга, является ведущим деловым, академическим, туристическим и культурным центром в Западной Пенсильвании.

## История
После окончания Войны за независимость была построена гостиница вдоль дороги, которая простиралась от Филадельфии на западе над горами Аппалачей до Форта Питта, теперь город Питтсбург. Маленькое поселение, известное как Ньютаун, возникло вокруг гостиницы, расположенной нынче в центре делового района Гринсбурга на пересечении двух главных улиц города. В Питтсбурге «вагон-маршрут» стал Пенн-авеню.

## Города-побратимы
- — (Белиз)
- — Черчемаджоре (Италия)

## Галерея

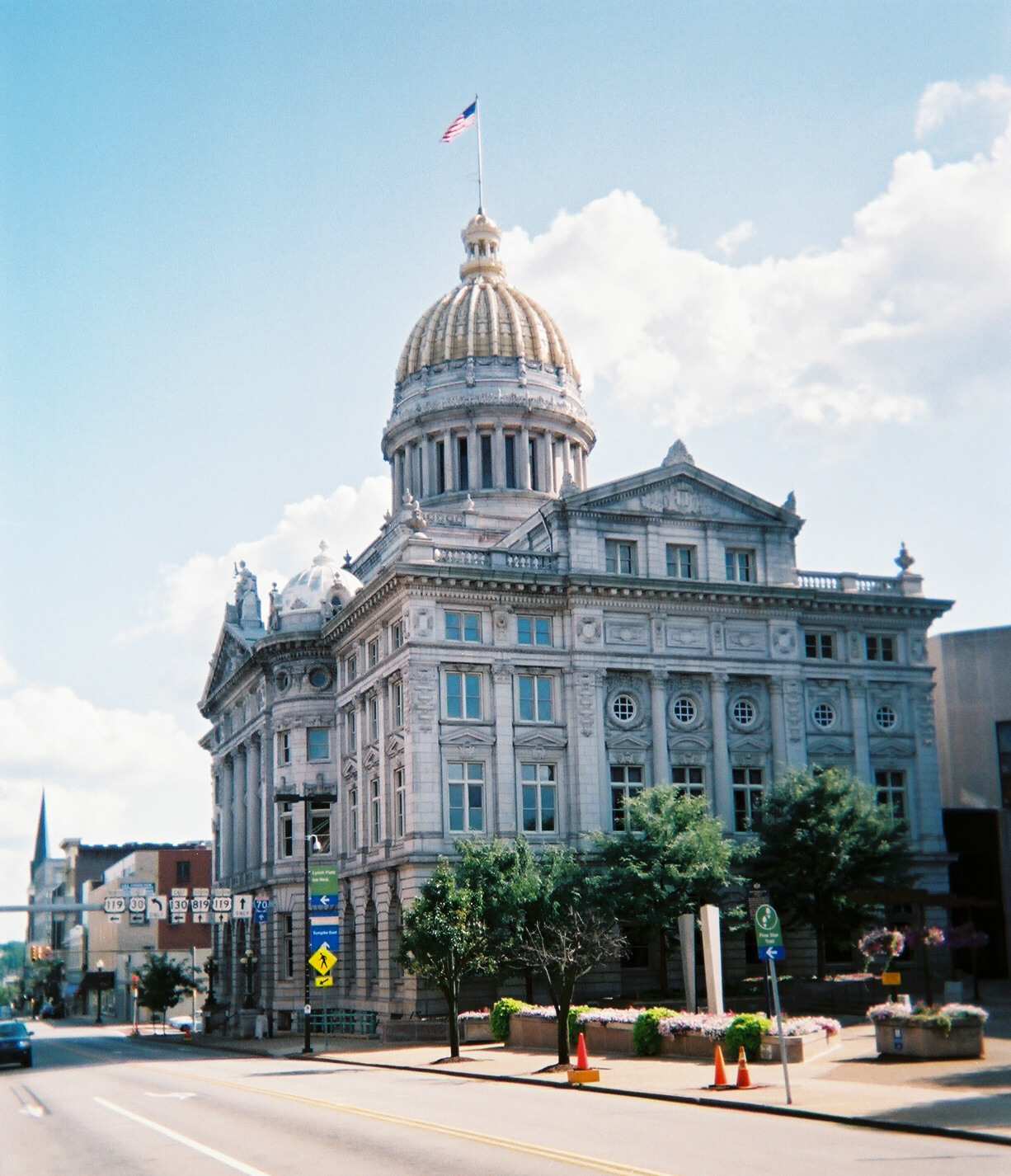
Суд округа Уэстморленд
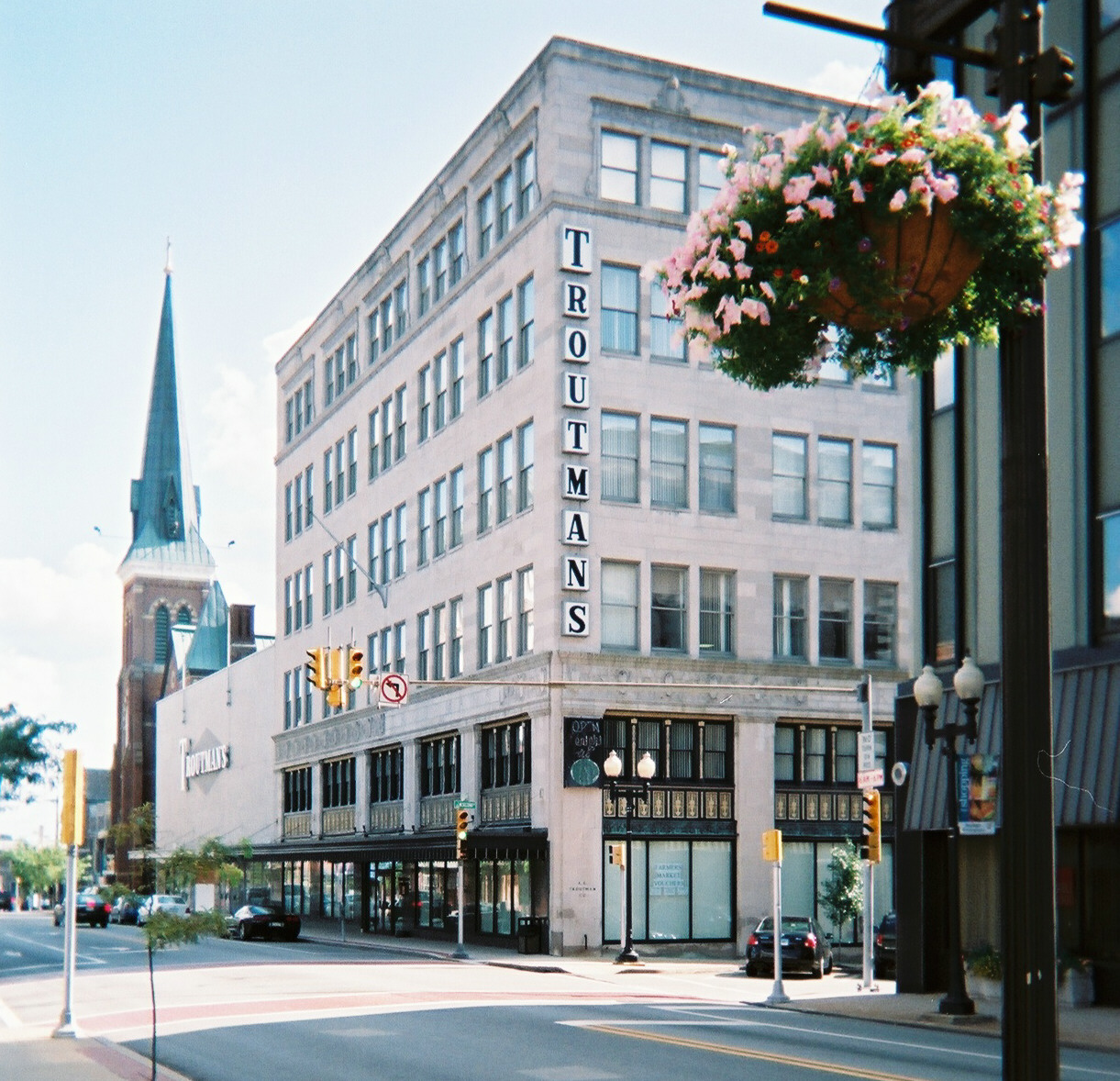
Универмаг на Саут-мэйн-стрит
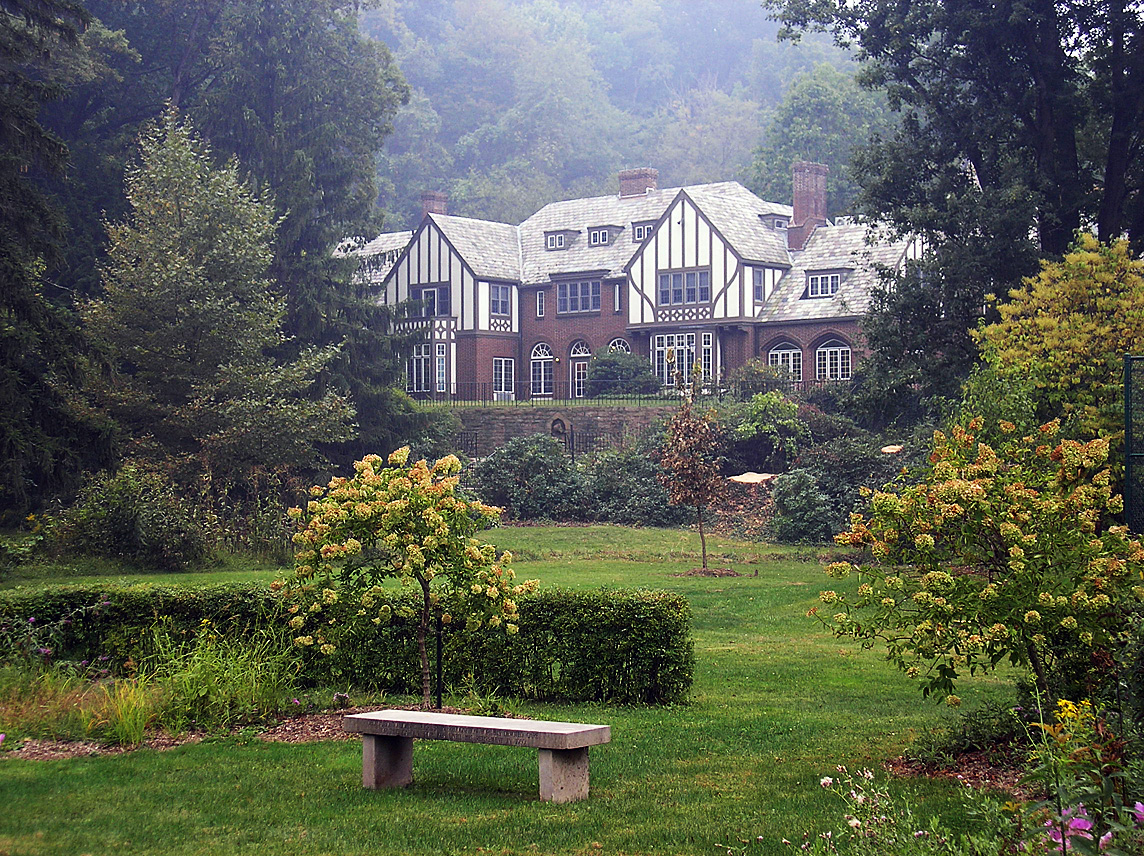
Университет Питтсбурга в Гринсбурге
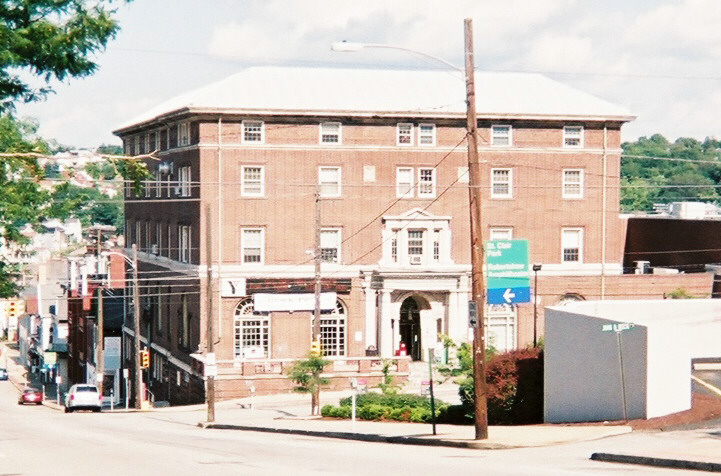
Христианская ассоциация для юношей
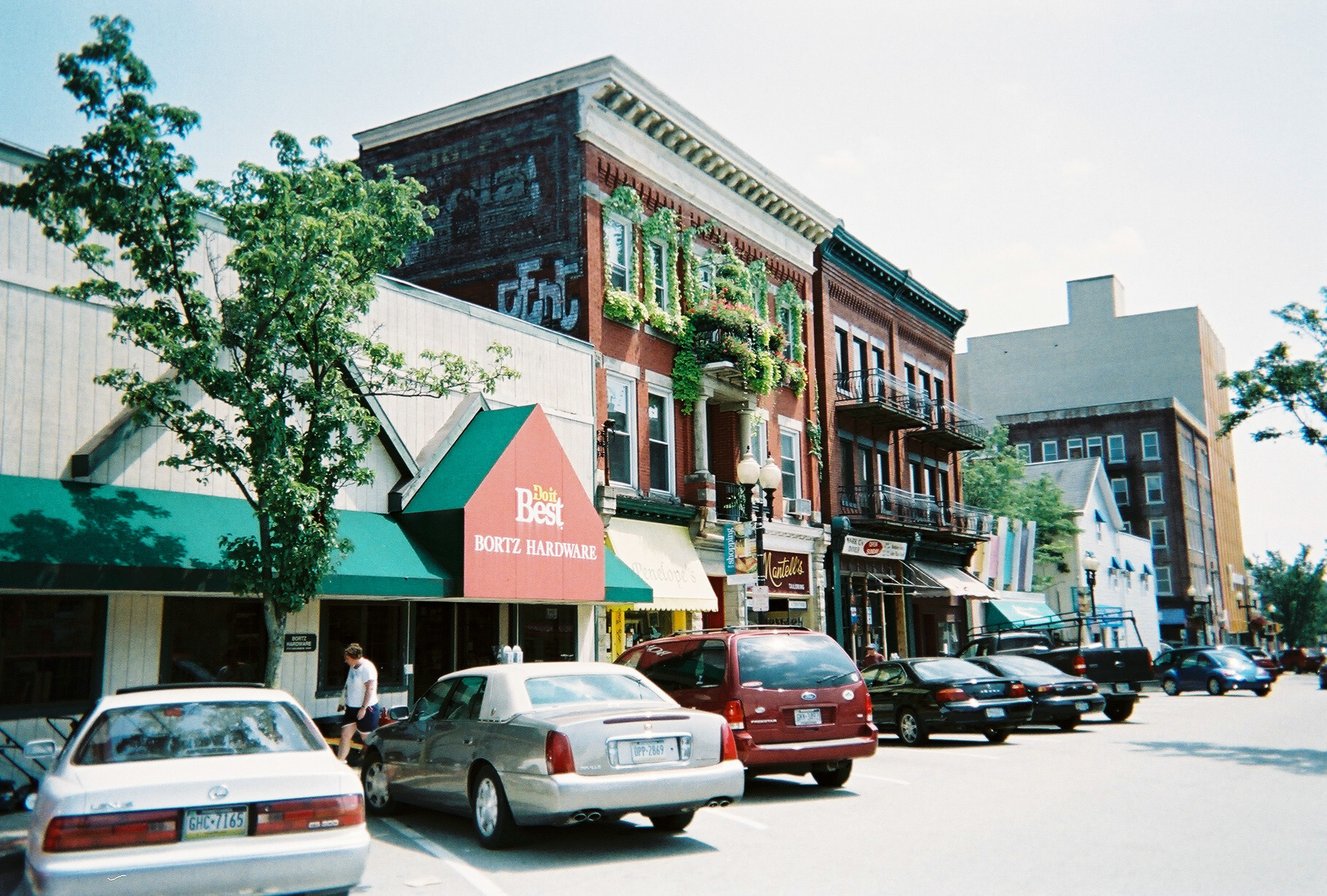
Южная Пенсильвания-Авеню